# 沙溪镇 (永丰县)
沙溪镇，是中华人民共和国江西省吉安市永丰县下辖的一个乡镇级行政单位。

## 行政区划
沙溪镇下辖以下地区：
集镇社区、沙溪村、拱江背村、长坑村、北岸村、周家排村、不塘口村、沙台村、严坑村、九龙村、其坑村、梅林村、水源村、中段村、中罗村、小陂山村和韶源村。